# فرودگاه پاند اینلت
 فرودگاه پاند اینلت (به انگلیسی: Pond Inlet Airport) یک فرودگاه همگانی باربری با کد یاتا YIO است که یک باند فرود شن دارد و طول باند آن ۱۲۲۱ متر است. این فرودگاه در کشور کانادا قرار دارد و در ارتفاع ۶۲ متری از سطح دریا واقع شده است.